# Phil Hare

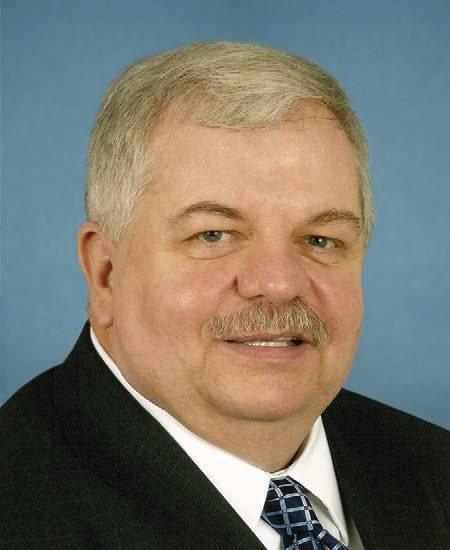
Phil Hare (2009)

Philip G. „Phil“ Hare (* 21. Februar 1949 in Galesburg, Illinois) ist ein US-amerikanischer Politiker. Zwischen 2007 und 2011 vertrat er den Bundesstaat Illinois im US-Repräsentantenhaus.

## Werdegang
Phil Hare wuchs in Rock Island auf und besuchte bis 1967 die dortige Alleman High School. In den Jahren 1967 und 1968 absolvierte er das Black Hawk Community College in Moline. Zwischen 1969 und 1975 gehörte er der United States Army Reserve an. Hauptberuflich war Hare zwischen 1969 und 1982 Arbeiter in einer Kleiderfabrik in Rock Island. Während dieser Zeit wurde er ein lokaler Gewerkschaftsführer. Gleichzeitig schlug er als Mitglied der Demokratischen Partei eine politische Laufbahn ein. Zwischen 1983 und 2006 gehörte er zum Stab des Kongressabgeordneten Lane Evans.
Bei den Kongresswahlen des Jahres 2006 wurde Hare im 17. Wahlbezirk von Illinois in das US-Repräsentantenhaus in Washington, D.C. gewählt, wo er am 3. Januar 2007 die Nachfolge von Evans antrat. Nach einer Wiederwahl konnte er bis zum 3. Januar 2011 zwei Legislaturperioden im Kongress absolvieren. Im Jahr 2010 unterlag er dem Republikaner Bobby Schilling. Hare galt wie sein Vorgänger Evans als liberaler Kongressabgeordneter. So setzte sich für eine Reform des Gesundheitswesens und für Belange der Arbeiter und Gewerkschaften ein. Er war Mitglied im Ausschuss für Arbeit und Bildung und im Ausschuss für Verkehr und Infrastruktur sowie in vier Unterausschüssen. Phil Hare ist verheiratet und hat zwei Kinder.